# Welcome (Film)
Welcome (auch: Welcome – Grenze der Hoffnung) ist ein Spielfilm des französischen Regisseurs Philippe Lioret aus dem Jahr 2009. Die Uraufführung fand am 7. Februar 2009 bei der Berlinale statt. Der Starttermin der deutschen Version war am 4. Februar 2010. Der Regisseur wollte mit seinem Film auf die schwierige Situation der illegalen Immigranten in Calais hinweisen, die versuchen, nach Großbritannien zu gelangen, und von französischen Aktivisten unterstützt werden. In Deutschland erschien der Film im Arsenal Filmverleih.

## Handlung
Simon Calmat ist Schwimmlehrer in einem Hallenbad in Calais in Frankreich. Er lebt mit seiner Ehefrau Marion in Scheidung. Simon versucht, einem siebzehnjährigen irakisch-kurdischen illegalen Immigranten, Bilal Kayani, zu helfen. Dessen Traum ist es, nach Großbritannien zu gelangen, um dort seine Freundin Mina wieder zu treffen, die in London lebt. Nachdem er und andere Illegale bei einem Versuch, im Laderaum eines Lastwagens über die Grenze zu kommen, entdeckt und wieder zurückgeschickt wurden, ist er verzweifelt. Darüber hinaus erfährt er auch noch, dass der strenge Vater seiner Freundin diese schon bald mit einem Cousin zwangsverheiraten will.
Doch dann hat Bilal die rettende, gleichzeitig aber auch scheinbar aussichtslose Idee: Um sein Ziel zu erreichen, will er den Ärmelkanal durchschwimmen. Er nimmt Schwimmstunden bei Simon. Simon gerät durch die Unterstützung des Immigranten ins Visier der Polizei. Am Ende versucht Bilal tatsächlich, sein gewagtes Unternehmen durchzuführen. Doch kurz bevor er die englische Küste erreicht, wird er von der Küstenwache entdeckt und ertrinkt auf der Flucht.

## Kritiken
Die Frankfurter Rundschau bezeichnet in ihrer Rezension 2010 den Film als ein „bewegendes Drama“. Die Misere der illegalen Immigranten bekomme „ein menschliches Gesicht“, was es schwierig mache, „einfach weiter wegzusehen.“ Das Portal femundo beschreibt den Film als „ein berührendes Drama, das auf gelungene Weise Ernsthaftigkeit mit Leichtigkeit verbindet“.

## Auszeichnungen
Internationale Filmfestspiele Berlin 2009
- Preis der Ökumenischen Jury
- Label Europa Cinemas

Internationales Filmfestival Warschau 2009
- Publikumspreis

Lux Filmpreis des Europaparlaments 2009
- Lux Preis

Unabhängiges FilmFest Osnabrück 2009
- Friedensfilmpreis der Stadt Osnabrück

Internationales Filmfestival Gijón 2009
- Bestes Drehbuch
- Special Prize of the Young Jury

Heartland Film Festival 2009
- Grand Prize for Dramatic Feature (Großer Preis für Filmdrama)

Prix Lumières 2010
- Preis für besten Film

Internationales Filmfestival Sofia 2010
- Burgas Municipality Award ‘Silver Seagull’